# Max Joseph Roemer
Max Joseph Roemer ( 1791- 1849) fue un botánico alemán, que trabajó en Weimar.
Entre las especies de plantas que fueron descritas por Max Roenmer se encuentran los géneros botánicos:
- Heteromeles M.Roem.
- Pyracantha M.Roem.

Y las especies :
- Amelanchier bartramiana (Tausch) M.Roem.
- Aria flabellifolia Spach ex M. Roem.
- Aria graeca (Lodd. ex Spach) M.Roem.
- Cedrela mexicana M.Roem.
- Cedrela velloziana M.Roem.
- Mukia maderaspatana (L.) M.Roem.
- Pyracantha angustifolia M.Roem.
- Pyracantha coccinea M.Roem.
- Toona ciliata M.Roem.
- Toona sinensis (A.Juss.) M. Roem.

## Obra
- Familiarum Naturalium Regni Vegetabilis Synopses Monographicae seu Enumeratio Omnium Plantarum hucusque Detectarum Secundum Ordines Naturales, Genera et Sepcies Digestarum, Additas Diagnosibus, Synonymis, Novarumque vel Minus Cognitarum Descriptionibus Curante M. J. Roemer. Fasc. i [-iv]... Vimarieae, M.Roem. [Weimar], 1º 14 sep-15 oct 1846, 2º dic 1846, 3º abr 1847, 4º may-oct 1847 xii + 253 pp. en línea Edición reimpresa de Nabu Press, 444 pp. 2011 ISBN 1246584921

- La abreviatura «M.Roem.» se emplea para indicar a Max Joseph Roemer como autoridad en la descripción y clasificación científica de los vegetales.[1]